# Irina Falconi
Irina Alejandra Falconi (* 4. Mai 1990 in Portoviejo, Ecuador) ist eine US-amerikanische Tennisspielerin.

## Karriere
Falconi, deren Lieblingsbelag laut ITF der Hartplatz ist, begann mit Unterstützung ihres Vaters im Alter von vier Jahren mit dem Tennissport. 2010 wurde sie Profispielerin.
Sie trat ab Sommer 2006 bei Turnieren des ITF Women’s Circuit an.
Bislang gewann sie dort fünf Titel im Einzel und an der Seite von Ashley Weinhold, Nicole Melichar und Petra Martić jeweils einen Doppeltitel.
Bei den Panamerikanischen Spielen 2011 gewann sie im Einzel die Goldmedaille und im Doppel die Silbermedaille.
Im April 2016 gelang ihr in Bogotá der erste Titelgewinn auf der WTA Tour. Sie gewann im Finale gegen Sílvia Soler Espinosa 6:2, 2:6, 6:4.

## Turniersiege

### Einzel
| Nr. | Datum              | Turnier       | Kategorie         | Belag     | Finalgegnerin         | Ergebnis       |
| --- | ------------------ | ------------- | ----------------- | --------- | --------------------- | -------------- |
| 1.  | 3. Juni 2007       | Monterrey     | ITF $10.000       | Hartplatz | Courtney Nagle        | 2:6, 6:3, 6:4  |
| 2.  | 19. Juli 2009      | Atlanta       | ITF $10.000       | Hartplatz | Jennifer Elie         | 6:0, 6:4       |
| 3.  | 2. August 2009     | St. Joseph    | ITF $10.000       | Hartplatz | Caitlin Whoriskey     | 6:3, 6:3       |
| 4.  | 18. Juli 2010      | Atlanta       | ITF $10.000       | Hartplatz | Allie Will            | 6:1, 6:4       |
| 5.  | 2. November 2014   | New Braunfels | ITF $50.000       | Hartplatz | Jennifer Brady        | 7:63, 6:2      |
| 6.  | 17. April 2016     | Bogotá        | WTA International | Sand      | Sílvia Soler Espinosa | 6:2, 2:6, 6:4  |
| 7.  | 24. September 2017 | Tampico       | ITF $100.000      | Hartplatz | Louisa Chirico        | 7:5, 6:73, 6:1 |

### Doppel
| Nr. | Datum           | Turnier    | Kategorie   | Belag     | Partnerin       | Finalgegnerinnen              | Ergebnis         |
| --- | --------------- | ---------- | ----------- | --------- | --------------- | ----------------------------- | ---------------- |
| 1.  | 1. August 2009  | St. Joseph | ITF $10.000 | Hartplatz | Ashley Weinhold | Chelsea Orr Caitlin Whoriskey | 6:4, 7:66        |
| 2.  | 20. Juli 2013   | Portland   | ITF $50.000 | Hartplatz | Nicole Melichar | Sanaz Marand Ashley Weinhold  | 4:6, 6:3, [10:8] |
| 3.  | 6. Februar 2015 | Burnie     | ITF $50.000 | Hartplatz | Petra Martić    | Han Xinyun Junri Namigata     | 6:2, 6:4         |

## Abschneiden bei Grand-Slam-Turnieren

### Einzel
| Turnier         | 2009 | 2010 | 2011 | 2012 | 2013 | 2014 | 2015 | 2016 | 2017 | 2018 | 2019 | 2020 | 2021 | 2022 | 2023 | Karriere |
| --------------- | ---- | ---- | ---- | ---- | ---- | ---- | ---- | ---- | ---- | ---- | ---- | ---- | ---- | ---- | ---- | -------- |
| Australian Open | —    | —    | 1    | 1    | Q2   | 2    | 2    | 2    | 2    | 1    | —    | Q1   | —    | —    | —    | 2        |
| French Open     | —    | —    | 1    | 2    | Q3   | Q1   | 3    | 2    | Q1   | Q1   | —    | —    | —    | —    | —    | 3        |
| Wimbledon       | —    | —    | 1    | 1    | Q3   | Q3   | 1    | 1    | 1    | Q2   | —    |      | —    | —    | Q1   | 1        |
| US Open         | Q1   | 1    | 3    | 1    | Q1   | Q2   | 2    | 1    | Q1   | Q1   | —    | —    | —    | —    | —    | 3        |

Zeichenerklärung: S = Turniersieg; F, HF, VF, AF = Einzug ins Finale / Halbfinale / Viertelfinale / Achtelfinale; 1, 2, 3 = Ausscheiden in der 1. / 2. / 3. Hauptrunde; Q1, Q2, Q3 = Ausscheiden in der 1. / 2. / 3. Qualifikationsrunde; nicht ausgetragen

### Doppel
| Turnier         | 2011 | 2012 | 2013 | 2014 | 2015 | 2016 | 2017 | Karriere |
| --------------- | ---- | ---- | ---- | ---- | ---- | ---- | ---- | -------- |
| Australian Open | —    | 1    | 2    | —    | 1    | 2    | —    | 2        |
| French Open     | —    | —    | 1    | —    | —    | 1    | —    | 1        |
| Wimbledon       | —    | 2    | 1    | —    | 1    | 1    | —    | 2        |
| US Open         | 1    | 2    | —    | 1    | 1    | —    | 1    | 2        |